# 阿里斯佩鎮區 (伊利諾伊州比羅縣)
阿里斯佩鎮區（英語：Arispie Township）是位於美國伊利諾伊州比羅縣的一個行政鎮區。

## 地方資料
根據2010年美國人口普查的數據，阿里斯佩鎮區的面積為94.40平方千米，當中陸地面積為94.00平方千米，而水域面積為0.40平方千米。當地共有人口735人，而人口密度為每平方千米7.79人。